# Jeff Crank
Jeffrey George Crank, detto Jeff (Pueblo, 28 gennaio 1967), è un politico e conduttore radiofonico statunitense, membro della Camera dei rappresentanti per lo stato del Colorado a partire dal 2025.

## Biografia
Jeff Crank nasce a Pueblo, in Colorado. Dopo la laurea in scienze politiche ottenuta presso l'Università statale del Colorado, ha intrapreso la carriera di conduttore radiofonico per la KVOR-AM, una staziona radiofonica commerciale operativa nella sua città natale e a Colorado Springs. Dal 1991 al 1998 è stato membro dello staff del deputato Joel Hefley, per poi ricoprire la carica di vicepresidente della Camera di Commercio di Colorado Springs, che ha ricoperto fino al 2006.
Nel 2003 è stato nominato alla commissione per il piano di emergenza dal governatore del Colorado Bill Owens.
Nel 2006 si candida come repubblicano per il 5° distretto del Colorado alla Camera dei rappresentanti, ma perse le primarie contro lo sfidante Doug Lamborn, che ottenne poi il seggio. Ci ritentò nel 2024 dopo il ritiro dello stesso Lamborn dal distretto, questa volta con successo, vincendo con il 54,7% delle preferenze ed entrando in carica il 3 gennaio 2025.